# Ivantsja
Ivantsja (Bulgaars: Иванча) is een dorp in Bulgarije. Het dorp is gelegen in de gemeente Polski Trambesj, oblast Veliko Tarnovo. Het dorp ligt hemelsbreed 29 kilometer ten noorden van Veliko Tarnovo en 194 kilometer ten noordoosten van Sofia.

## Bevolking
Op 31 december 2020 telde het dorp Ivantsja 377 inwoners. Het aantal inwoners vertoont al vele jaren een dalende trend: in 1946 had het dorp nog 2.009 inwoners. 
|  |

In het dorp wonen voornamelijk etnische Bulgaren. In de optionele volkstelling van 2011 identificeerden 441 van de 450 ondervraagden zichzelf als etnische Bulgaren, oftewel 98%.
| Etnische samenstelling van de respondenten (2011) | Etnische samenstelling van de respondenten (2011) | Etnische samenstelling van de respondenten (2011) | Etnische samenstelling van de respondenten (2011) | Etnische samenstelling van de respondenten (2011) |
| ------------------------------------------------- | ------------------------------------------------- | ------------------------------------------------- | ------------------------------------------------- | ------------------------------------------------- |
|                                                   |                                                   |                                                   |                                                   |                                                   |
| Bulgaren                                          | Bulgaren                                          |                                                   | 98,0%                                             | 98,0%                                             |
| Turken                                            | Turken                                            |                                                   | 0,0%                                              | 0,0%                                              |
| Roma                                              | Roma                                              |                                                   | 0,0%                                              | 0,0%                                              |
| Anders/Onbekend                                   | Anders/Onbekend                                   |                                                   | 2,0%                                              | 2,0%                                              |